# Federico Roman
Federico Roman, född den 29 juli 1952 i Trieste i Italien, är en italiensk ryttare.
Han tog OS-silver i lagtävlingen i fälttävlan i samband med de olympiska ridsporttävlingarna 1980 i Moskva.